# Stanisławów (Zastronie)
Stanisławów – przysiółek wsi w Zastronie Polsce położony w województwie mazowieckim, w powiecie szydłowieckim, w gminie Szydłowiec.
W latach 1975–1998 przysiółek administracyjnie należał do województwa radomskiego.
Wierni Kościoła rzymskokatolickiego należą do parafii św. Mikołaja w Wysokiej.